# HD 90156 b
HD 90156 b (بالإنجليزية: HD 90156 b)‏ الذي يرمز له بالرمز HD 90156b، هو كوكب خارج المجموعة الشمسية، في كوكبة الشجاع، يتبع HD 90156 ‏.

## الاكتشاف
اكتشف في 19 أكتوبر 2009.